# Alfred Saalwächter
Alfred Saalwächter (Neusalz an der Oder, 10 gennaio 1883 – Mosca, 6 dicembre 1945) è stato un ammiraglio tedesco, già distintosi come ufficiale  imbarcato sui sommergibili durante la prima guerra mondiale, dove venne decorato con la Croce di Ferro di I classe. Dopo l'avvento al potere del partito nazionalsociaslista fu tra i protagonisti della ricostruzione della Kriegsmarine. Dopo lo scoppio della seconda guerra mondiale assunse il comando del Marine-Gruppenkommando West supervisionando tutte le operazioni navali tedesche fino al 20 aprile 1942 quando fu sostituito dall'ammiraglio Wilhelm Marschall e collocato in posizione di riserva, insignito della Croce di Cavaliere della Croce di Ferro. Al termine della guerra fu arrestato e imprigionato dalle autorità di occupazione sovietiche. Trasferito a Mosca fu processato per presunti crimini di guerra e fucilato il 6 dicembre 1945. Nel 1994 un tribunale russo riesaminò le accuse e lo dichiarò completamente innocente..

## Biografia
Nacque a Neusalz an der Oder, nella Slesia prussiana, il 10 gennaio 1883, figlio di un direttore di fabbrica. Entrò nella Kaiserliche Marine come Seekadett il 10 aprile 1901, imbarcandosi dapprima sul Moltke, e poi sull'incrociatore protetto Hertha. Il 29 settembre 1904 fu promosso al grado di Leutnant zur See. Servì nelle unità di Bordkommando, dapprima nella 2. Matrosen-Division, e poi sulla nave da battaglia Hessen appartenente alla 2. Werft-Division. Promosso Oberleutnant zur See il 10 marzo 1906, servì come aiutante di campo presso il I. Abteilung della 2. Torpedo-Division, per imbarcarsi quindi sull'incrociatore corazzato Gneisenau.
Nel 1910 fu trasferito sulla nave da battaglia Hannover, passando quindi sulla Westfalen in qualità di aiutante di bandiera (Flaggleutnant) del viceammiraglio Hugo von Pohl, comandante del I. Marine-Geschwader. Promosso Kapitänleutnant il 10 aprile 1911 fu trasferito presso l'Ammiragliato a Berlino, ricoprendo, come ultimo incarico, quello di capo del dipartimento operazioni.
Il 31 marzo 1915 si imbarcò come aiutante di bandiera sulla nave da battaglia Friedrich der Grosse, appartenente alla Flotta d'alto mare. Nel febbraio 1916 fu trasferito in servizio sui sottomarini e dopo aver frequentato la scuola per sommergibilisti, a partire dal settembre 1916 assunse in successione il comando degli U-Boat U-25, U-46, e U-94. Sbarcato nel marzo 1918 fu decorato con la Croce di Ferro di I classe, e la Croce di Cavaliere dell'Ordine di Hohenzollern con spade, concludendo la guerra come Ufficiale dello Stato maggiore del Comandante dei sommergibili, il Commodoro Andreas Michelsen.

### Tra le due guerre
Nel 1920 entrò nella Reichsmarine con il grado di Korvettenkapitän, prestando servizio sulla corazzata Braunschweig come ufficiale di stato maggiore. Il 1 ottobre 1926 assunse il comando dell'incrociatore protetto Amazone, e un anno dopo, promosso Fregattenkapitän, quello della nave da battaglia Schlesien. Promosso Kapitän zur See il 15 ottobre 1928 ricoprì l'incarico di capo di stato maggiore del viceammiraglio Iwan Oldekop per due anni. Il 1 ° ottobre 1932 fu promosso Konteradmiral e assunse l'incarico di capo del dipartimento navale della marina (Marinewehrabteilung). Il 2 ottobre 1933 fu nominato ispettore per l'addestramento navale. Nel corso dei successivi cinque anni ebbe una forte influenza sullo sviluppo del giovane corpo degli ufficiali della Kriegsmarine. Promosso Vizeadmiral il 1 aprile 1935, e Admiral il 1 giugno 1937, il 28 ottobre 1938 fu nominato Ammiraglio comandante del Mare del Nord con quartier generale a Wilhelmshaven, il più alto comando della Kriegsmarin a quell'epoca. 
Il 2 marzo 1939 inviò una dettagliata relazione all'Oberkommando der Marine in cui discuteva apertamente sull'acquisizione delle basi in Norvegia in caso di scoppio della guerra con Francia e Gran Bretagna. Il rapporto sottolineava sia i pericoli che correva la Germania a causa del dominio britannico nelle acque norvegesi, sia la favorevole posizione geo-strategica che l'occupazione tedesca della Norvegia avrebbe comportato.

### La seconda guerra mondiale
Con lo scoppio della seconda guerra mondiale nel settembre del 1939, assunse il comando del Marine-Gruppenkommando West, responsabile delle operazioni nel Mare del Nord, che portò a controversie tra lui e i comandanti della flotta (Flottenchef) i Viceammiragli Hermann Boehm, Wilhelm Marschall e Günther Lütjens. Il 1 gennaio 1940 fu promosso al grado di Generaladmiral, e insieme all'ammiraglio Rolf Carls ebbe il comando tattico dell'invasione della Norvegia (Operazione Weserübung). Il 9 maggio 1940 ricevette la Croce di Cavaliere della Croce di Ferro, e a partire dall'estate di quell'anno condusse le operazioni delle navi di superficie tedesche nel Nord Atlantico e nel Canale della Manica. Diresse la operazioni delle E-Boat contro le navi britanniche durante la fase Kanalkampf della battaglia d'Inghilterra, operando in supporto alla Luftwaffe, e successivamente seguì la sortita in mare della nave da battaglia Bismarck e dell'incrociatore pesante Prinz Eugen (Operazione Rheinübung).
Tra l'11 e il 12 febbraio 1942 supervisionò lo svolgimento dell'operazione Cerberus, cioè l'operazione militare condotta dalla Kriegsmarine per riportare la squadra navale composta dagli incrociatori da battaglia Scharnhorst e Gneisenau, dall'incrociatore pesante Prinz Eugen, e da altri vascelli nei porti della Germania settentrionale. Il 20 settembre dello stesso anno fu sostituito al comando del Marine-Gruppenkommando West dall'ammiraglio Marschall. Il 30 novembre 1942 fu posto in posizione di riserva, rimanendovi fino alla fine della guerra.. 
Imprigionato dalle autorità militari sovietiche presso l'ex carcere minorile Magdalenenstraße a Berlino-Lichtenberg il 21 giugno 1945 fu successivamente trasferito in Unione Sovietica nel mese di luglio. Processato a Mosca da un tribunale militare sovietico il 17 ottobre, fu condannato a morte per crimini di guerra, peraltro mai chiariti. La sentenza fu eseguita per fucilazione il 6 dicembre. Dopo la dissoluzione dell'Unione Sovietica, nel 1994 fu formalmente scagionato da ogni accusa da un tribunale russo.

### Annotazioni
1. ↑  Al comando della flottiglia di cacciatorpediniere, composta dalle unità Z 29 (nave ammiraglia), Paul Jacobi, Richard Beitzen, Friedrich Ihn, Z 25, e Hermann Schoemann, vi era il capitano di vascello Erich Bey.
2. ↑  A sua volta sostituito dall'ammiraglio Theodor Krancke nell'aprile 1943.

### Fonti
1. 1 2 3 4 5 6 7 8 9 10 11 12 13  Tucker 1997, p. 639.
2. ↑  Stumpf 1982, p. 270.
3. ↑  Hildebrand, Henriot 1990, pp. 172-173.
4. ↑  U-Boat.
5. 1 2 3  Zabecki 2014, p. 143.
6. ↑  Fellgiebel 2000, p. 369.
7. ↑  Murfett 2009, p. 81.
8. 1 2  Tucker 1997, p. 640.
9. 1 2 3 4 5 6 7 8 9 10 11  Dörr 1996, pp. 195-198.